# Óblast de Crimea
El óblast de Crimea fue un unidad administrativa (provincia) de la Unión Soviética, que perteneció primero a la República Socialista Federativa Soviética de Rusia (1945-1954) y posteriormente a la República Socialista Soviética de Ucrania (1954-1991). En 1991, tras un referéndum, se transformó en la República Autónoma Socialista Soviética de Crimea, recuperando el estatus que poseía antes de 1945.
Su territorio correspondía a la península de Crimea hasta 1978 y su capital era la ciudad de Simferópol. 
En 1948, la ciudad de Sebastopol se convirtió en una ciudad de subordinación republicana como entidad autónoma. En 1978, Sebastopol fue excluida de la jurisdicción de Crimea, quedando como ciudad de subordinación republicana bajo administración directa de la RSS de Ucrania.

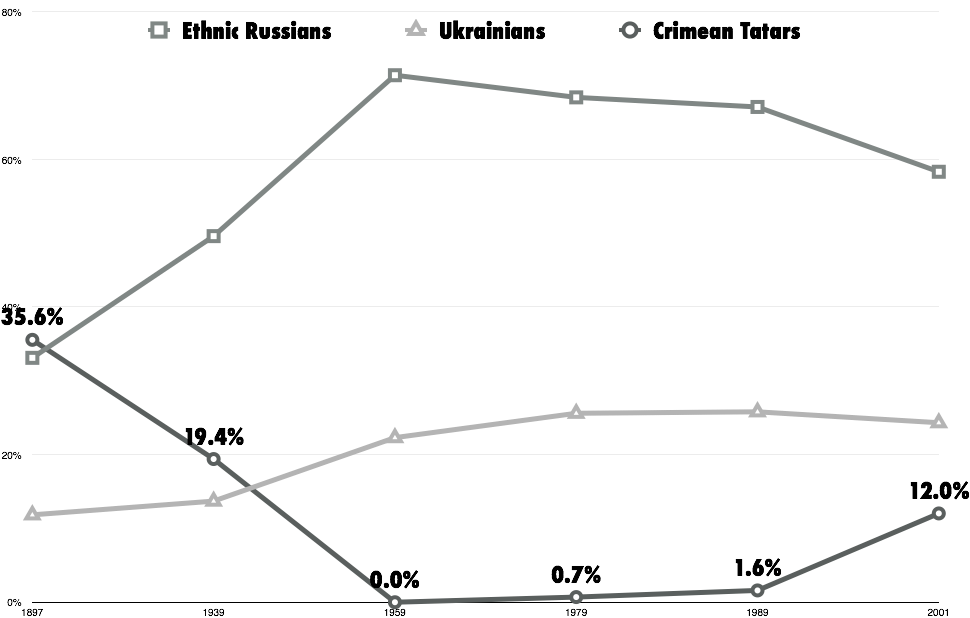
Evolución demográfica de los tres principales grupos étnicos de Crimea: tártaros, rusos y ucranianos

## Historia

### Antecedentes: RASS de Crimea

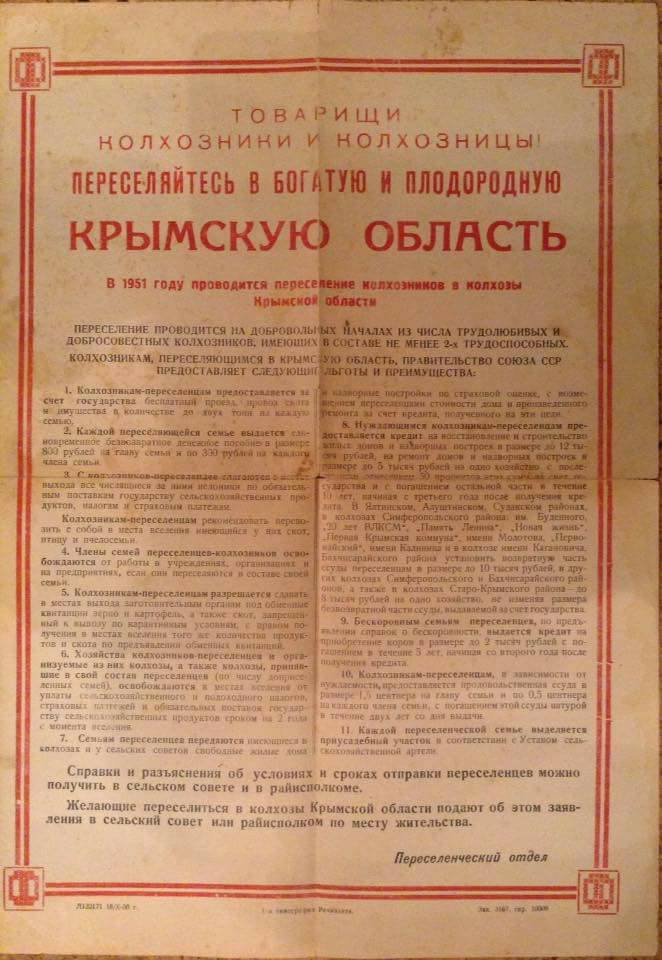
Panfleto de propaganda (en ruso) animando a koljosianos de Rusia a trasladarse a la óblast de Crimea. 1951.

Tras los turbulentos años de la guerra civil rusa, en 1921 la península de Crimea había definitivamente bajo control de los bolcheviques, quienes crearon la República Autónoma Socialista Soviética de Crimea, dentro de la República Socialista Federativa Soviética de Rusia que, a su vez, pasó a formar parte de la Unión Soviética en 1922. En 1941, Crimea fue invadida por la Alemania nazi, en el marco de la Segunda Guerra Mundial. Tres años después, cuando el territorio fue recuperado por la Unión Soviética, la población autóctona de tártaros musulmanes fue víctima de la represión estalinista, bajo de la acusación del supuesto colaboracionismo con la ocupación nazi. En mayo de 1944, la NKVD deportó cerca de 200 000 tártaros de Crimea a Asia Central, en un proceso conocido como Sürgün. Otras minorías nacionales como griegos, armenios y búlgaros, fueron también expulsados de Crimea, que fue repoblada por rusos.

### De República Autónoma a óblast
El óblast de Crimea fue creada tras la abolición de la República Autónoma Socialista Soviética de Crimea, el 30 de junio de 1945, por un decreto de los Presidiums del Sóviet Supremo de la Unión Soviética y del Sóviet Supremo de la RSFS de Rusia, publicado el 26 de mayo de 1946.
Tras perder el estatus de república autónoma para convertirse en una provincia (óblast) de la RSFS de Rusia, Crimea se consolidó en los años de posguerra como una región turística, destino vacacional soviético por excelencia, tanto de trabajadores de clase acomodada como de miembros del Politburó.
El 29 de octubre de 1948, un decreto del Presidium del Sóviet Supremo de la RSFS de Rusia otorgó a Sebastopol, ciudad cerrada y base de la flota naval soviética del Mar Negro, el estatus de centro administrativo y económico independiente de la óblast de Crimea.

### Cesión de Rusia a Ucrania
La transferencia de Crimea se refiere al cambio administrativo interno en la Unión Soviética mediante el cual el óblast de Crimea fue transferida de la RSFS de Rusia a la vecina RSS de Ucrania en 1954. La medida fue implementada a petición de la parte rusa, que no tenía acceso terrestre a la península, siendo Crimea abastecida de electricidad, agua, carreteras y vías férreas desde Ucrania, lo cual favorecía la gestión, administración y contabilidad de la península por esta última. El Primer Secretario del PCUS, Nikita Jruschov, fue uno de los artífices de dicha transferencia, apoyado así mismo por el Presidente del Consejo de Ministros de la URSS Gueorgui Malenkov. El Soviet Supremo de la URSS ratificó la transferencia de Crimea a la RSS de Ucrania el 19 de febrero de 1954, la cual fue confirmada por una ley específica del 26 de abril.
El traspaso administrativo se consumó el 17 de junio de 1954, cuando el Soviet Supremo de la RSS de Ucrania aceptó la incorporación del territorio. Pese a ello, la población rusa continuó siendo la etnia mayoritaria de la óblast de Crimea: 858 000 rusos frente a 268 000 ucranianos, según el censo de 1959.

### Referéndum de 1991
El 20 de enero de 1991, se llevó a cabo un referéndum sobre la restitución de la República Autónoma Socialista Soviética de Crimea, abolida en 1945. El 93,26 % de los 1 343 855 votantes se pronunciaron a favor y el 12 de febrero de 1991 el Soviet Supremo de la RSS de Ucrania promulgó la ley 'Sobre el restablecimiento de la República Socialista Soviética Autónoma de Crimea', dentro de la RSS de Ucrania.